# 天才? Dr.ハマックス
『天才? Dr.ハマックス』（てんさい ドクターハマックス）は、日本のテレビアニメ作品。全12話。小学館の学年別学習雑誌の1つである『小学一年生』の企画から生まれた作品。2007年10月6日より同年12月22日まで、CSのファミリー劇場にて毎週土曜日8時00分から8時30分に放送された。メインキャラクターによゐこの濱口優・有野晋哉が起用されている。
環境問題を視聴者にとって身近なものにすることと、子どもにも分かりやすく説明することをコンセプトにしている。バラエティ部分とアニメ部分の二部構成になっており、よゐこが司会と登場人物を担当する。
2008年4月に開設された「Yahoo!きっず環境」で漫画版とアニメ版が共に公開された。同サイトで公開された他の作品にはゲーム『エコエゴ』などがある。

## 登場人物
Dr.ハマックス（ドクターハマックス）
声 - 濱口優
科学者にして、ハマックスカンパニーの創設者。万能コントロールマシン「マザー」を開発したが「マザー」の反逆に遭いハマックスカンパニーから解雇処分される。いい加減であるが頼み事を断れない性格をしている。女好きでもある。
ドードーアリノ / スパイアリノ
声 - 有野晋哉
ハマックスカンパニー潜入中に「マザー」により絶滅鳥類のドードーに姿を変えられた、自称スーパースパイ。見栄を張っては失敗するお約束がある。
カオリ
声 - 名塚佳織
ハマックスたちと行動を共にする、自然が好きな少女。料理を得意とする。ややファーザー・コンプレックスで暴力的な性質である。
エリコ
声 - 並木のり子
アリノと交際関係にあった女性スパイで、現在もアリノと恋愛相談をするような関係にある。ハマックスカンパニーを調査対象としている。
社長（しゃちょう）
声 - 柳原哲也（アメリカザリガニ）
ハマックスの後を継いで就任した新社長。口癖は「ちゅ～」。

## スタッフ
- 原案 - 濱口優（よゐこ）
- 監督 - 布施木一喜
- シリーズ構成 - 田中桂
- キャラクターデザイン - 篠原健二
- メカニックデザイン - 玄馬宣彦
- プロップデザイン - 恒野啓
- 美術監督 - 高野正道
- 撮影監督 - 津村治彦
- 色彩設計 - 本柳有美
- 3DCG制作 - DSJ (Digital Studio Japan)
- 音響監督 - 赤間明吉
- 制作プロデューサー - 小原辰也
- アニメーション制作 - トランス・アーツ
- 制作協力 - Production I.G
- 製作・音響制作 - 東北新社

## 各話リスト
| 話数         | サブタイトル                                | 脚本     | 絵コンテ   | 演出       | 作画監督   | 放送日         |
| ------------ | ------------------------------------------- | -------- | ---------- | ---------- | ---------- | -------------- |
| スロットル1  | 登場、Dr.ハマックスやねん!                  | 田中桂   | 布施木一喜 | 高島大輔   | 澤田譲治   | 2007年 10月6日 |
| スロットル2  | なんでミミズが泣くねん!                     | 田中桂   | 布施木一喜 | 高島大輔   | 成川多加志 | 10月13日       |
| スロットル3  | なんでアユって言うねん!                     | 田中桂   | 布施木一喜 | 高島大輔   | 亀谷響子   | 10月20日       |
| スロットル4  | なんでオナラは臭いねん!                     |          | 山本靖貴   | 山本靖貴   | 及川博史   | 10月27日       |
| スロットル5  | なんで木陰は涼しいねん!                     | 麻島和紗 | 布施木一喜 | 山本靖貴   | 細木隆浩   | 11月3日        |
| スロットル6  | なんで砂漠で戦争やねん!                     | 田中圭   | 布施木一喜 | 松澤建一   | 服部一郎   | 11月10日       |
| スロットル7  | なんで南極で温泉やねん!                     | 井草薫   | 松澤建一   | 松澤建一   | 成川多加志 | 11月17日       |
| スロットル8  | なんでシオシオやねん!                       | 伊豆平成 | 上條修     | 松澤建一   | 杉本道明   | 11月24日       |
| スロットル9  | なんで幽霊怖いねん!                         | てなしも | 布施木一喜 | 高島大輔   | 澤田譲治   | 12月1日        |
| スロットル10 | なんでドードー、スーパー役立たずやねん!     | 井草薫   | 山本靖貴   | 高島大輔   | 亀谷響子   | 12月8日        |
| スロットル11 | なんでみんな動物になってしまうねん!（前編） | 田中桂   | 布施木一喜 | 高島大輔   | 窪敏       | 12月15日       |
| スロットル12 | なんでみんな動物になってしまうねん!（後編） | 田中桂   | 布施木一喜 | 布施木一喜 | 杉本道明   | 12月22日       |